# Walter Martin
Walter Martin (Roma, 26 settembre 1936 – Torino, 21 gennaio 2020) è stato un ciclista su strada, pistard e ciclocrossista italiano.
Professionista dal 1958 al 1964, ottenne tre successi tra i professionisti, fra cui la Milano-Torino nel 1961.

## Carriera
Dopo una trafila nelle categorie giovanili e dillettantistiche, passò professionista con la San Pellegrino, squadra diretta da Gino Bartali con cui partecipò al Giro d'Italia ottenendo un secondo posto nella decima tappa, dietro Gastone Nencini. In quella stagione fu anche decimo nel Giro di Romagna.
Nel 1959 passò alla Carpano, con cui partecipò ancora al Giro e alle classiche del panorama italiano: fu decimo nel Giro di Lombardia, ottavo alla Milano-Mantova e terzo nel Giro di Lombardia. L'anno successivo riuscì a raggiungere i primi successi da professionista, aggiudicandosi la prima tappa del Tour de Suisse e poi una piccola corsa in linea in Italia; fu inoltre secondo nel Grand Prix de Nice e quinto nella Sassari-Cagliari.
Nel 1961 si aggiudicò la Milano-Torino ad inizio marzo e pochi giorni più tardi arrivò settimo alla Milano-Sanremo; fu poi quinto nel Giro di Toscana, terzo al Giro di Romagna e nono nella Roma-Napoli-Roma.
Fra il 1962 ed il 1963 non riuscì a vincere, ma ottenne molti podi e piazzamenti nelle classiche italiane: fu secondo al Giro dell'Emilia, ottavo al Giro dell'Appennino e nono nel Giro del Veneto nel 1962, secondo nel Giro del Lazio, terzo ai Campionati italiani, quarto nella Coppa Placci, quinto nel Giro della Provincia di Reggio Calabria, nel Giro dell'Emilia e nella Coppa Bernocchi nel 1963.

## Palmarès
- 1956 (dilettanti)

Giro del Sestriere
Cronocoppie di Cinzano
San Pellegrino Sport, Prova di Pinerolo
Fenis
- 1957 (dilettanti)

Gran Premio Camurati
Gran Premio Città di Como
Trofeo del Cinquantenario
Coppa Valmaira a Dronero
Coppa Brunero a Ciriè
Coppa Valperga
Coppa Comune di Nichelino
1ª tappa Torino-Nizza
- 1960 (Carpano, due vittorie)

Gran Premio Ceramisti - Ponzano Magra
3ª tappa Tour de Suisse (Davos > Lugano)
- 1961 (Carpano, una vittoria)

Milano-Torino

## Piazzamenti

### Grandi Giri
- Giro d'Italia

1958: 40º
1959: 74º
1964: 86º

### Classiche monumento
- Milano-Sanremo

1960: 82º
1961: 7º
- Giro delle Fiandre

1961: 44º
- Parigi-Roubaix

1961: 50º
1964: 61º
- Giro di Lombardia

1959: 10º